# Instalaciones de los edificios
Las instalaciones son el conjunto de redes y equipos fijos que permiten el suministro y operación de los servicios que ayudan a los edificios a cumplir las funciones para las que han sido diseñados.
Todos los edificios tienen instalaciones, ya sean viviendas, fábricas, hospitales, etc., que en algunos casos son específicas del edificio al que sirven
Las instalaciones llevan a, distribuyen y/o evacúan del edificio materia, energía o información, por lo que deben servir tanto para el suministro y distribución de al menos agua, electricidad y combustibles como el gas; así como para la distribución de aire comprimido, oxígeno o formar una red telefónica o informática.

## Tipos de instalaciones
- Instalación hidráulica (agua fría y agua caliente sanitaria)
- Evacuación de aguas usadas (saneamiento o drenaje sanitario)
- Evacuación de aguas pluviales (usando combinación de sistemas construidos e infraestructura verde)
- Climatización (ventilación, calefacción y refrigeración)
- Instalación eléctrica (alumbrado y fuerza)
- Comunicaciones (telefonía, televisión, redes informáticas, sonido, videovigilancia, etc.)
- Instalaciones de transporte (ascensores, escaleras mecánicas, pasillos rodantes, correo neumático, etc.)
- Instalaciones de gas (gas LP o natural)
- Instalaciones hospitalarias (oxígeno, aire comprimido, óxido nitroso, vacío, vapor, etc.)
- Instalación de protección contra incendios
- Instalación de sistema de alarma (sistema de seguridad)